# Ernest Cazimir I, Conte de Nassau-Dietz

Gravură a lui Ernest Cazimir I

Ernest Cazimir I de Nassau-Dietz (n. 22 decembrie 1573, Dillenburg, Ducatul Nassau, Germania – d. 2 iunie 1632, Roermond, Limburg, Țările de Jos) a fost conte de Nassau-Dietz și Statthalter de Frizia, Groningen și Drenthe.

## Biografie

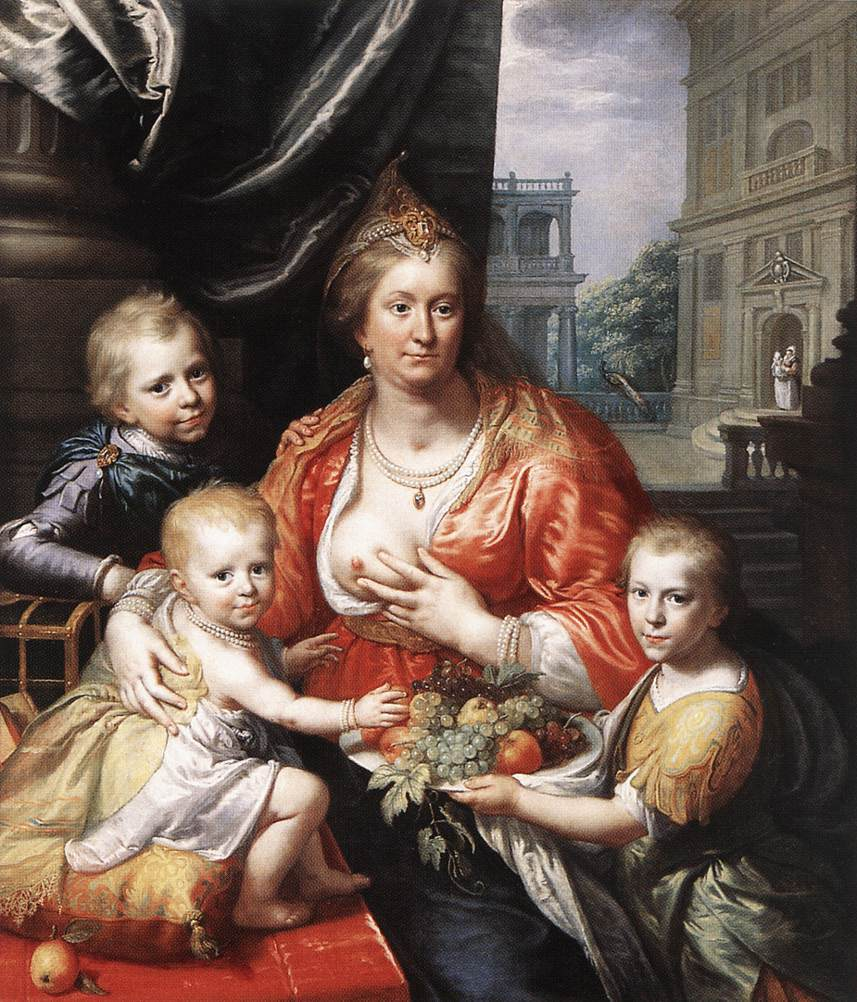
Sophia Hedwig și câțiva copii, pictură de Paulus Moreelse.

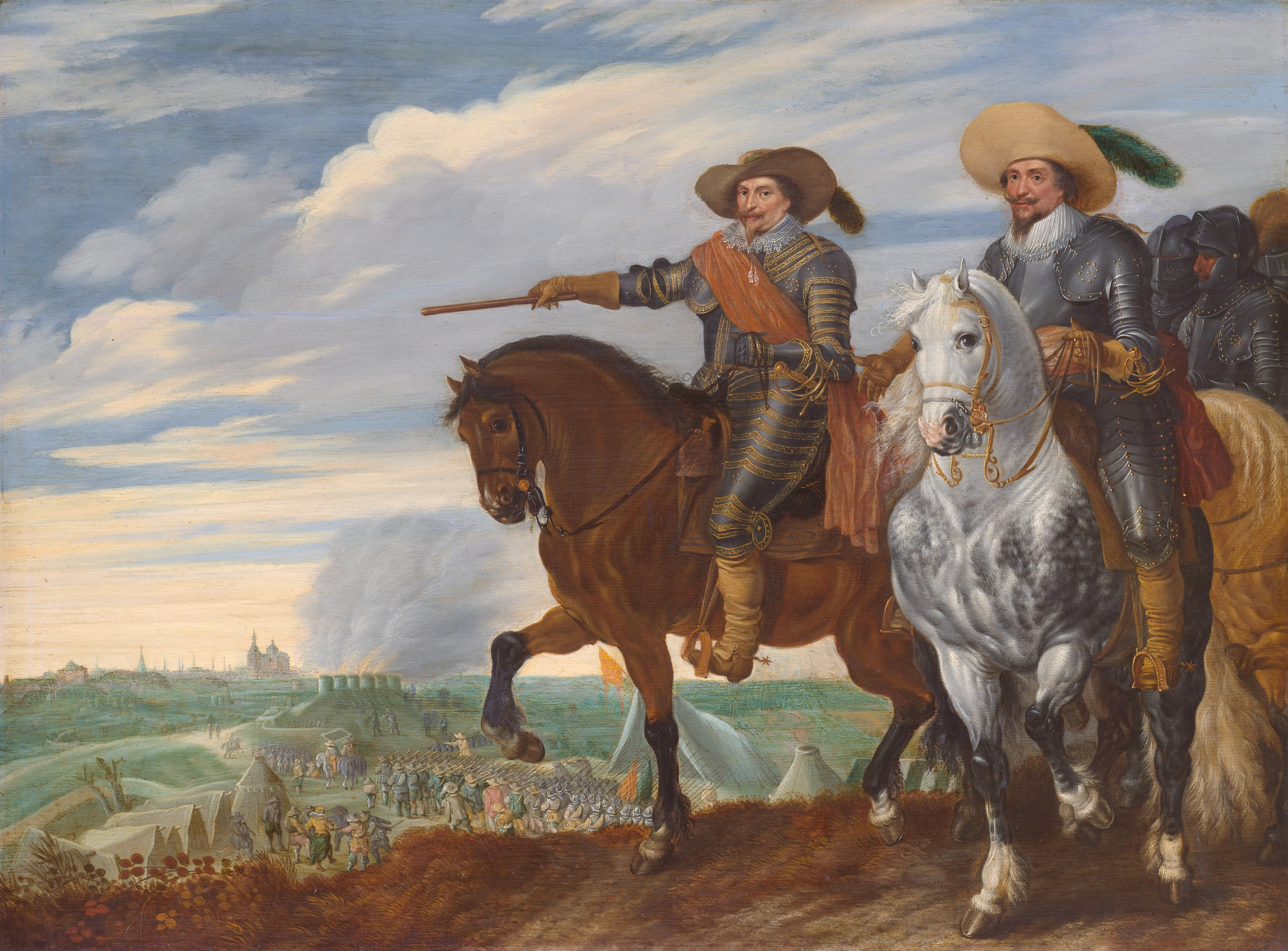
Prințul Frederic Henric și contele Ernest Cazimir în timpul Asediului de la 's-Hertogenbosch

El a fost al unsprezecelea copil al lui Ioan al VI-lea, Conte de Nassau-Dillenburg și al contesei Elisabeta de Leuchtenberg.
După moartea tatălui său, comitatul Nassau a fost împărțit între cei cinci copii supraviețuitori; Ernest Cazimir a moștenit titlul de Conte de Nassau-Dietz.
Ernest Cazimir a fost cunoscut în primul rând ca un lider militar remarcabil în timpul Războiului de Optzeci de Ani.
El a slujit în armată sub comanda lui Maurice de Nassau, Prinț de Orania în asediul orașelor Steenwijk și Oldenzaal, și a lui Frederic Henric, Prinț de Orania în timpul Asediului de Groenlo (1627) și Asediului de la 's-Hertogenbosch. Ca Statthalter de Groningen el a construit cetatea Nieuweschans în 1628. Deși deținea puține proprietăți în Frizia, el era popular acolo, și localnicii i-au acordat moștenitorului său dreptul de a domni după moartea lui.

## Moartea
El a fost ucis de un glonț în Asediul de la Roermond, în timp ce inspecta tranșeele în iunie 1632. Fiul său, Henric Cazimir I, a moștenit titlurile de conte de Nassau-Dietz și de statthalter de Frizia, Groningen și Drenthe.

## Familia
În 1607 Ernest Cazimir s-a căsătorit cu Sophia Hedwig de Brunswick-Lüneburg, fiica lui Iuliu Henric, Duce de Brunswick-Lüneburg. Din această căsătorie s-au născut nouă copii:
- fiică moartă la naștere (1608)
- fiu mort la naștere (1609)
- fiu fără nume (1610-1610)
- Henric Cazimir I de Nassau-Dietz (Arnhem, 1612-1640)
- Willem Frederik de Nassau-Dietz (Arnhem, 1613-1664), căsătorit cu Albertine Agnes de Orania-Nassau.
- Elisabeth (25 iulie 1614, Leeuwarden  – 18 septembrie 1614, Leeuwarden)
- Johan Ernst (29 martie 1617, Arnhem – mai 1617)
- Maurice (21 februarie 1619, Groningen – 18 septembrie 1628, Groningen)
- Elisabeth Friso (25 noiembrie 1620, Leeuwarden  – 20 septembrie 1628, Groningen)